# Cắt Saker
Cắt Saker (danh pháp hai phần: Falco cherrug) là một loài chim thuộc chi Cắt. Đây là một loài chim cắt rất lớn. Loài này sinh sản từ Đông Âu kéo dài về phía đông qua châu Á đến Mãn Châu. Loài chim này chủ yếu là di trú, ngoại trừ ở phần cực nam của phạm vi sinh sống của nó, trú đông ở Ethiopia, bán đảo Ả Rập, miền bắc Pakistan và phía tây Trung Quốc. Trong quá trình kết thúc thời kỳ băng hà cuối cùng - giai đoạn đồng vị oxy 3-2, khoảng 40.000 đến 10.000 năm trước đây nó cũng hiện diện ở Ba Lan (Tomek - Bocheński 2005).
Cắt Saker là một động vật ăn thịt. Nó là chim nuôi để săn thể thao, nó bắt con mồi thậm chí còn lớn hơn nó. Cắt Saker đẻ trứng trong tổ cũ của chim khác, khe đá và các vách đá. Tổ có 3-5 quả trứng, có thể lên đến 6 quả. Nó ấp trứng khoảng 30 ngày thì trứng nở. Cắt Saker là quốc điểu của Hungary và Mông Cổ.

## Mô tả và hệ thống học
Cắt Saker thuộc phân chi Hierofalco, lớn hơn cắt Lanner và gần như lớn bằng cắt kên kên với thân dài 47–55 cm (18-22 inch), chiều dài sải cánh 105–129 cm (42-50 inch). Các cánh rộng và tù khiến cho nó có hình bóng tương tự như cắt kên kên, nhưng bộ lông của nó là giống như của cắt Lanner hơn.

## Hình ảnh

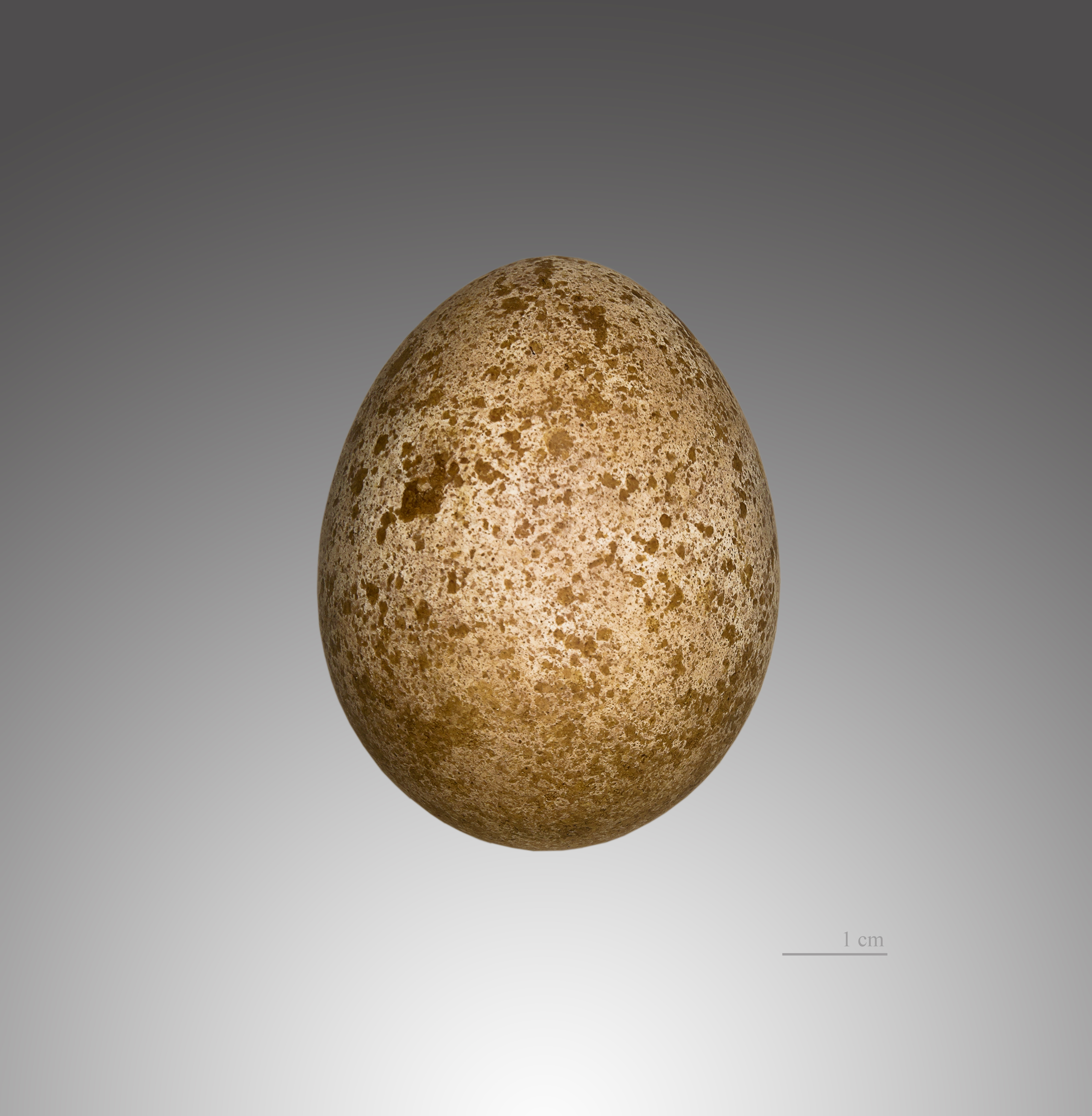
Trứng Cắt Saker - Bảo tàng Toulouse
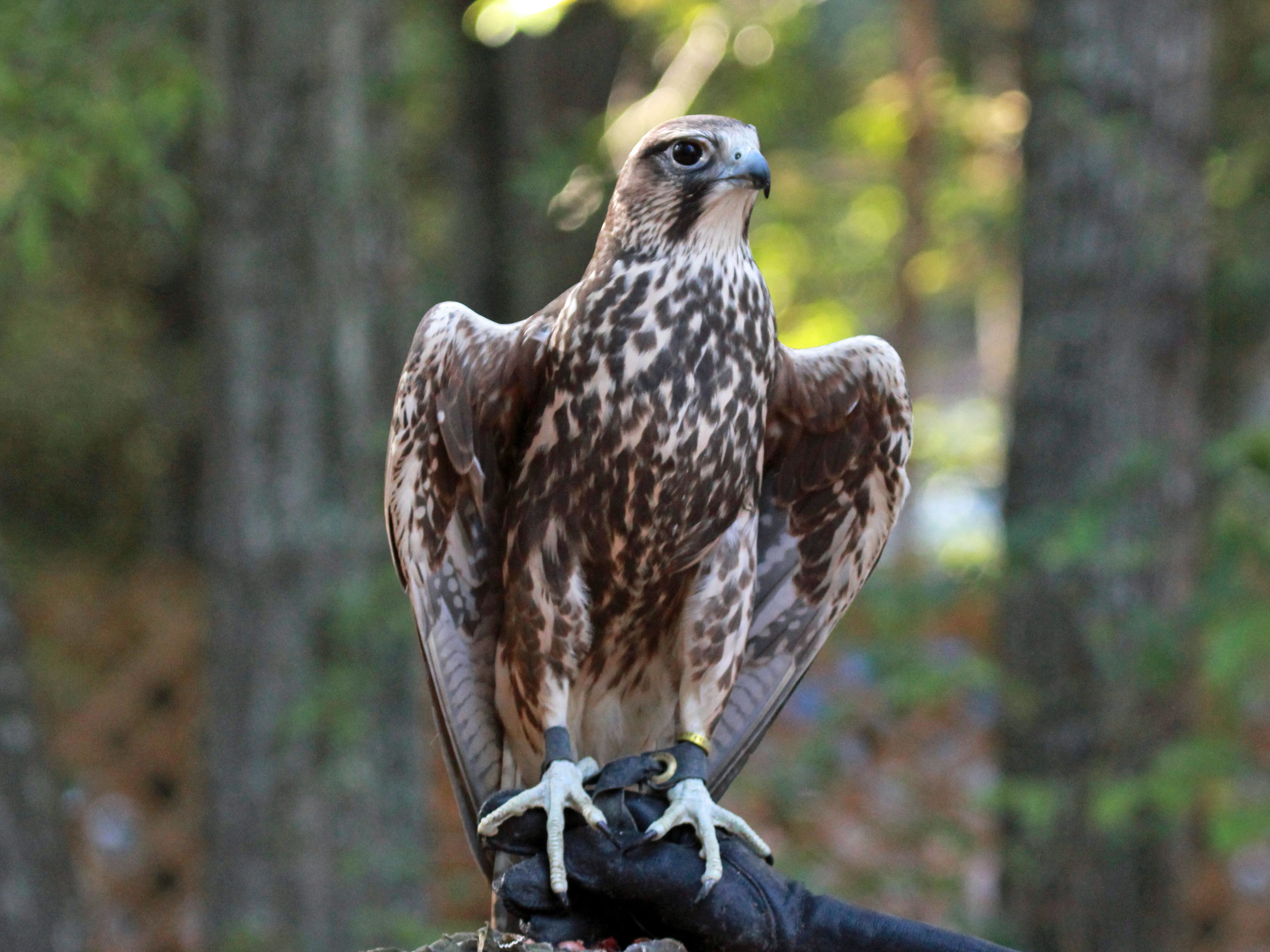
Cắt Saker, Trung tâm chim ăn thịt Carolina, Hoa Kỳ
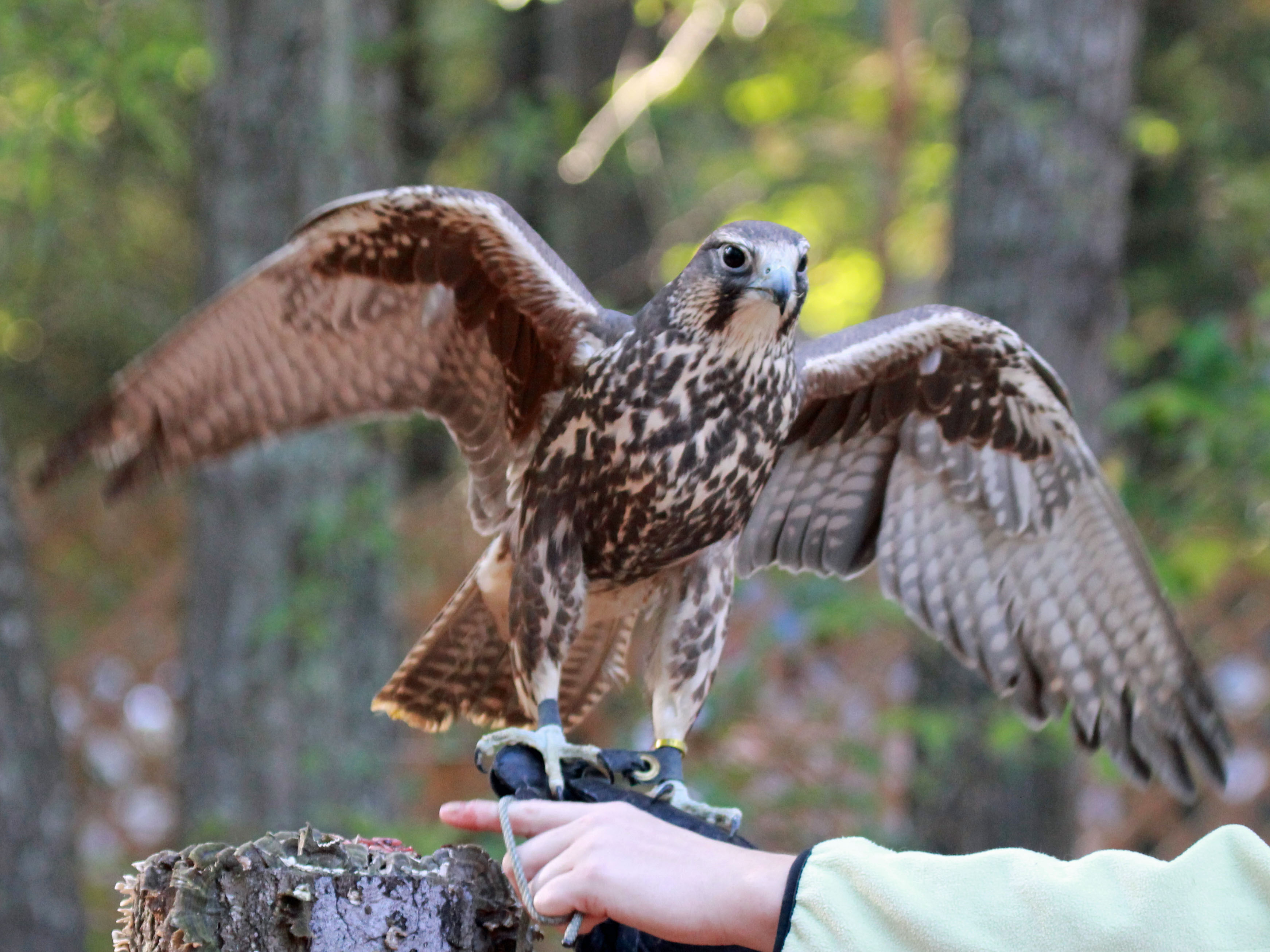
Cắt Saker, Trung tâm chim ăn thịt Carolina, Hoa Kỳ
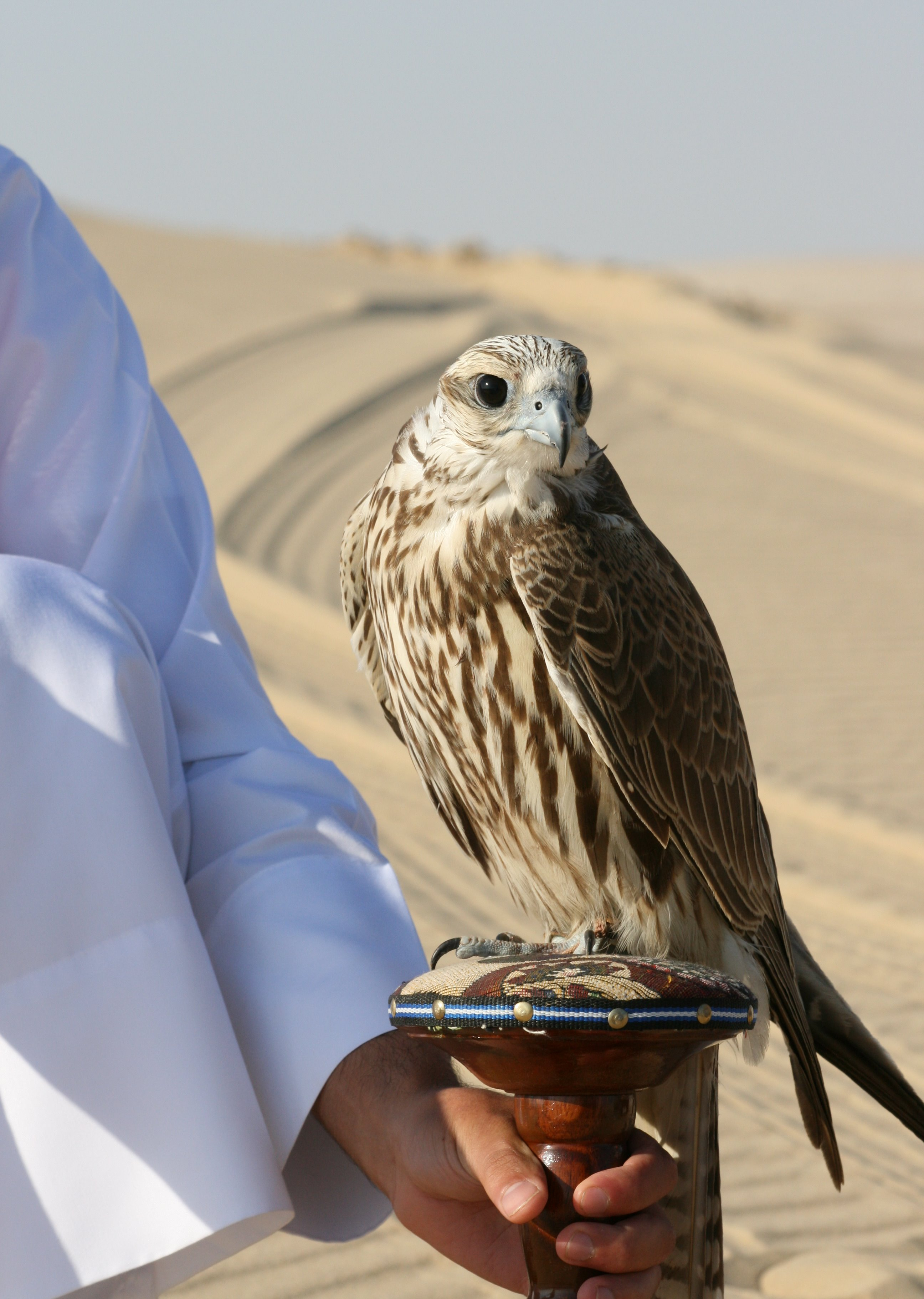
Cắt Saker, Doha, Qatar
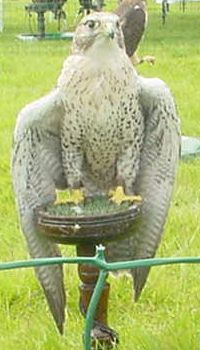
Cắt Saker